# Conus emersoni
Conus emersoni é uma espécie de gastrópode do gênero Conus, pertencente à família Conidae.